# Elektrotehniška fakulteta v Sarajevu
Elektrotehniška fakulteta (izvirno bosansko Elektrotehnički fakultet u Sarajevu), s sedežem v Sarajevu, je fakulteta, ki je članica Univerze v Sarajevu. Ustanovljena je bila leta 1962.